# 阿瓦提乡 (库尔勒市)
阿瓦提乡，是中华人民共和国新疆维吾尔自治区巴音郭楞蒙古自治州库尔勒市下辖的一个乡镇级行政单位。

## 行政区划
阿瓦提乡下辖以下地区：
阿瓦提村、阿克艾日克村、明昆格尔村、吾夏克铁热克村、小兰干村、喀拉亚尕奇村、强布勒村和其盖克其克村。